# Tori (wrestler)
Terri Poch (Portland, 20 agosto 1964) è un'ex wrestler ed ex culturista statunitense, meglio conosciuta per le sue apparizioni nella World Wrestling Federation con il ring name Tori.

## Carriera

### Gli inizi (1988–1993)
Poch ha debuttato nel 1988 come Taylor Made, un'assistente di Scotty the Body nella Pacific Northwest Wrestling di Portland.
È entrata a far parte della Ladies Professional Wrestling Association (LPWA) nel 1990 come Terri Power, sconfiggendo sia Leilani Kai che Judy Martin durante il suo primo anno con quell'organizzazione. Il 23 febbraio 1992 al Super Ladies Showdown di Rochester (Minnesota), nel Mayo Civic Center, ha conquistato il titolo LPWA sconfiggendo Lady X (Peggy Lee) che fino ad allora aveva sempre combattuto vittoriosamente per il titolo. È stata in team anche con Reggie Bennett, finché la LPWA non si è sciolta poco dopo la sua vittoria a Rochester.
Nell'estate del 1992 ha cominciato a combattere per la All Japan Women's Pro-Wrestling. Ha gareggiato nel Japan Grand Prix, classificandosi al nono posto, e nel torneo tag team Fuji Network, avendo Kyoko Inoue come sua partner. È rimasta in Giappone fino al 1993, quando si è presa una pausa dal wrestling.

### World Wrestling Federation (1998–2001)
Nel 1998, è stata assunta dalla World Wrestling Federation (WWF). Ha debuttato durante la puntata del 28 dicembre di Raw is War quando salì sul ring prima di un match di Sable, spacciandosi per una fan ossessionata. La scena si è ripetuta nelle settimane successive, sempre durante i match di Sable. Alla Royal Rumble, è stata all'angolo di Sable durante la sua difesa titolata contro Luna Vachon. Si presentò come Tori, cercando di ottenere il rispetto di Sable, che la trattava con disprezzo. Di conseguenza, Tori sfidò Sable in un match per il WWF Women's Championship a WrestleMania XV, vinto da Sable grazie ad un'interferenza della sua guardia del corpo, Nicole Bass.

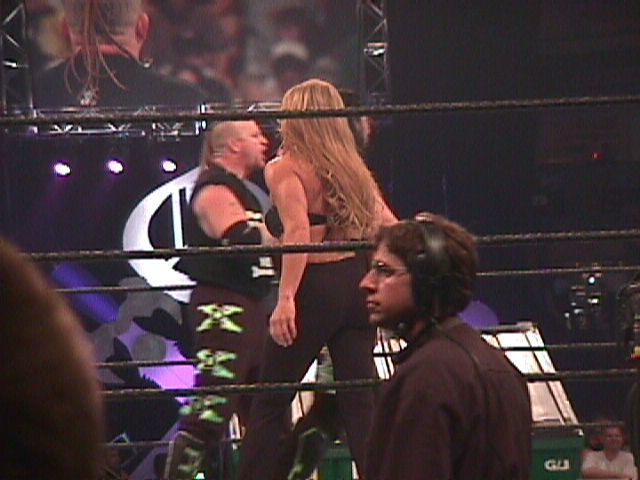
Tori con Road Dogg

Tori ebbe poi un feud con Jacqueline tra aprile e maggio 1999, per poi rimettersi in corsa per il Women's Championship, detenuto da Ivory. Ivory ha sconfitto Tori a SummerSlam, ma il loro feud divenne sempre più acceso, protando al primo Women's Hardcore Match il 6 settembre a Raw, vinto ancora da Ivory dopo aver colpito Tori con uno specchio e con un ferro da stiro. Il 26 settembre, Tori ha tentato di vendicarsi attaccando Ivory durante un match, senza successo.
Tori ritornò nel mese di novembre e divenne ben presto la fidanzata on-screen di Kane. Il 16 dicembre, Tori si lamentò con Triple H e Stephanie McMahon sul fatto che Kane, in lotta con il suo ex compagno di tag team X-Pac, alleato di Triple H, fosse stato inserito in un Handicap Match. In risposta Stephanie la sfida ad un match. Stephanie, però, si è sostituita all'ultimo con X-Pac, che ha sconfitto Tori con facilità, mentre Kane veniva attaccato dietro le quinte dal Mean Street Posse. Kane ha avuto un match per il WWF Championship il 20 dicembre, ma con la clausola che, se avesse perso contro il campione Big Show, Tori avrebbe dovuto trascorrere il Natale nel fine settimana con X-Pac. Kane ha perso dopo una distrazione dei New Age Outlaws. Intorno allo stesso tempo, Tori ha iniziato a diventare paranoica e isterica ,dopo che Test aveva provato ad abbracciarla. Kane ha poi sconfitto Test, credendo che lui avesse molestato Tori. Altri lottatori hanno iniziato ad utilizzare l'isteria di Tori a loro vantaggio, per poter scatenare Kane sui loro nemici. Anche Mankind sfruttò l'occasione, facendo in modo che Kane attaccasse un finto Mankind assunto da Triple H e Chyna.
Kane ha continuato il feud con X-Pac, e il 27 gennaio 2000 è stato attaccato dai McMahon-Helmsley e X-Pac. Dopo aver legato Kane, X-Pac ha rivelato che Tori ora era la sua ragazza. Tori ha cominciato ad accompagnare X-Pac e il suo partner Road Dogg sul ring, diventando così un membro della nuova D-Generation X, turnando quindi heel. Aiuta X-Pac a sconfiggere Kane a No Way Out, ma non riuscì a fare lo stesso nella rivincita di WrestleMania 2000, subendo anche uno Stink Face da Rikishi durante il match. Inoltre, ha aiutato Stephanie McMahon a vincere il Women's Championship di Jacqueline a marzo. A King of the Ring nel mese di giugno, Tori, X-Pac e Road Dogg hanno partcecipato in un Handicap Tables Dumpster match contro i Dudley Boyz, che si è concluso con una Powerbomb su un tavolo dei Dudleyz su Tori su un tavolo. Dopo aver subito un intervento chirurgico con il Dott. James Andrews, Il 30 ottobre, Tori torna per una notte, schiaffeggiando X-Pac per non averla protetta.
Poch tornò nel gennaio 2001 con il nome "The Black Ninja", una figura mascherata in body nero che ha aiutato Raven a conservare il Hardcore Championship, iniziando poi una faida con Molly Holly, che riesce a smascherarla. Dopo aver lavorato come allenatrice a WWF Tough Enough viene svincolata dalla federazione e ha aperto uno studio di yoga a Portland.

## Personaggio

### Mosse finali
- Falling DDT
- Sitout powerslam
- Tori-Plex (Fallaway powerbomb)

### Wrestler assistiti
- Kane
- Road Dogg
- Sable
- Scotty the Body
- X–Pac

### Musiche d'ingresso
- Full Out di Eve. S Dowdle (WWF)

## Titoli e riconoscimenti
- Ladies Professional Wrestling Association 
  - LPWA Championship (1)